# Kim Yale
Kim Yale (22. listopadu 1953 – 7. března 1997) byla americká komiksová spisovatelka a editorka. Podílela se na tvorbě komiksů společností DC Comics, Eclipse Comics, First Comics, Marvel Comics a WaRP Graphics.

## Životopis
Její první komiksové dílo se objevilo v roce 1987 v limitované řadě New America, jež je spin-offem série Scout od Timothyho Trumana. Téhož roku se provdala za komiksového tvůrce Johna Ostrandera. Spolu spojili fiktivní postavu Barbara Gordon s Oracle a Ostrander jí pomohl napsat její první krátký příběh "Oracle: Year One". Ten byl publikován v The Batman Chronicles #5 v létě roku 1996.
Spolupracovali na sérii Manhunter, kterou DC zahájilo v návaznosti na crossover Millennium. Také spolupracovali na Suicide Squad a to na ději "Janus Directive" v číslech #27–30 či založení postavy Dybbuk v číslu #45. Mezi lety 1991 až 1993 byla u DC zaměstnána jako editorka a dohlížela na licencované tituly, mezi které patřily: Advanced Dungeons and Dragons, Dragonlance, Forgotten Realms, Star Trek a Star Trek: The Next Generation.
Byla členkou charitativní organizace Friends of Lulu. Yale napsala příručku Comics Buyer's Guide, ve které popisovala svůj boj s rakovinou prsu. Na její počest byla podle ní pojmenována cena Kimberly Yale Award for Best New Talent. Dne 7. března 1997 podlehla rakovině prsu. Bylo jí tehdy 43 let.

### DC Comics
- The Batman Chronicles #5 – 1996
- Comet #11 – 1992
- Deadshot #1–4 – 1988–1989
- Manhunter #1–24 – 1988–1990
- Suicide Squad #23–24, 27–32, 34, 36–37, 39–43, 45–66 – 1989–1992

### Eclipse Comics
- New America #1–4 – 1987–1988
- Real War Stories #2 – 1991

### First Comics
- The Gift: A First Publishing Holiday Special #1 – 1990
- Grimjack #44–45, 48, 53, 58–59, 61, 64, 66, 70–81 – 1988–1991
- Munden's Bar Annual #2 – 1991

### Marvel Comics
- Double Edge: Omega #1 – 1995
- Excalibur Annual #2 – 1994

### WaRP Graphics
- ElfQuest: Kahvi #1–6 – 1995–1996
- ElfQuest: New Blood #9 – 1993